# Знобовка
Зно́бовка (укр. Знобівка) — река в Европейской части России и на Украине, левый приток Десны (её рукав Десенка). Длина реки — 74 км. Высота устья — 125 м над уровнем моря.
Река берёт начало восточнее деревни Грудская Суземского района Брянской области, впадает в протоку Десны Десенку у села Камень Новгород-Северского района Черниговской области, трижды пересекая государственную границу России и Украины. В верхнем течении берега реки низменные и болотистые. Ледостав с декабря до начала апреля. Весной в низовьях реки большое половодье.
Река дала название трём населённым пунктам — посёлку при железнодорожной станции Знобь в Трубчевском районе Брянской области, селу Знобь-Трубчевская Шосткинского района Сумской области и посёлку городского типа Знобь-Новгородское Шосткинского района. Два последних населённых пункта имеют многовековую историю.

## Притоки
От истока к устью:
- Нивень (лв)
- Лютка (лв)
- Большая Знобовка (пр)
- Алес (пр)
- Уличка (пр)
- Чернь (пр)

## Экологическое значение
Пойма реки является одной из составляющих экологической сети Новгород-Северского Полесья и играет важную роль в сохранении биологического равновесия.

## Хозяйственное значение

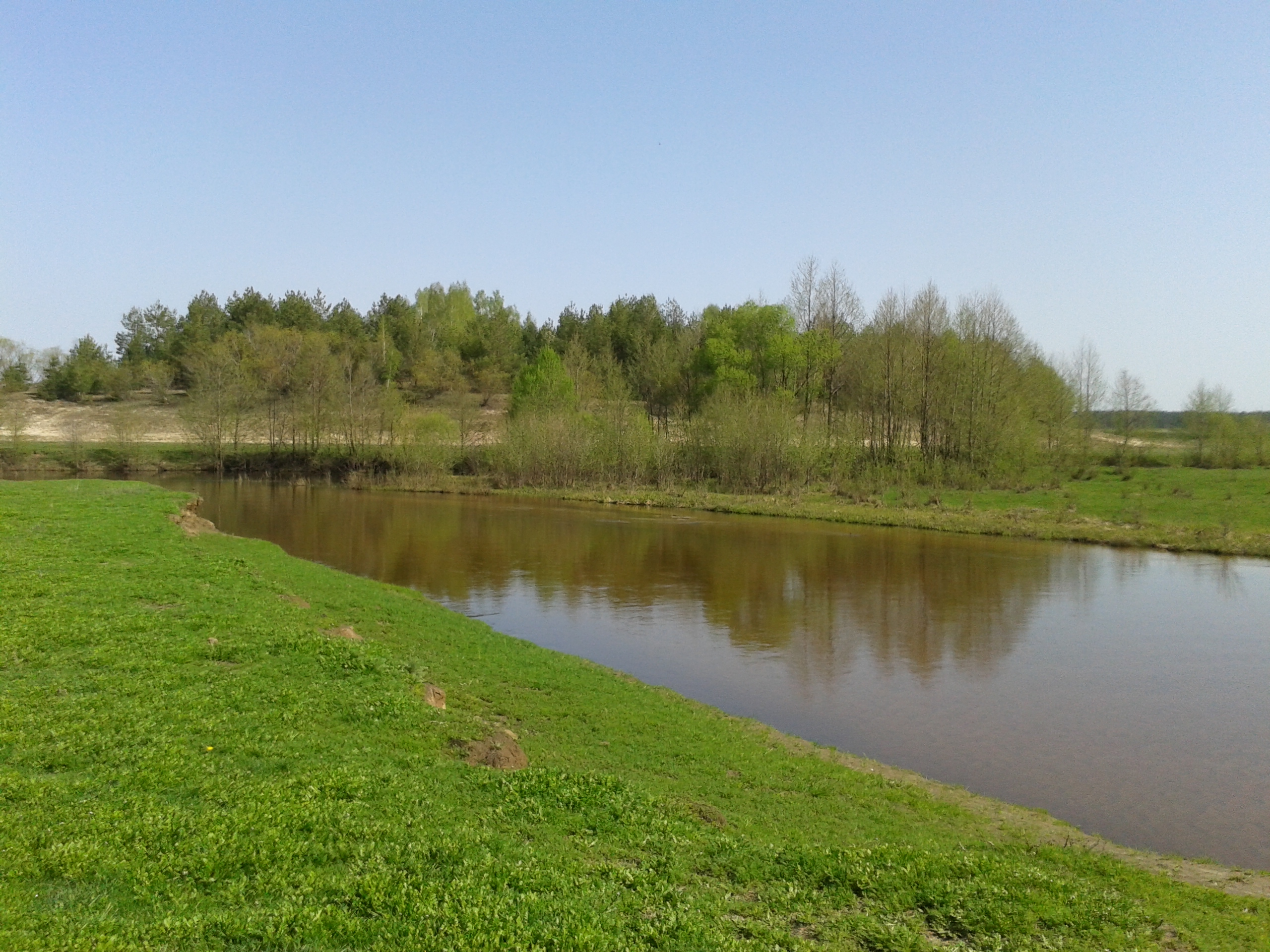
Речка Знобовка у села Знобь-Трубчевская

- На протяжении сотен лет в районе реки Знобовка местными жителями возделывалась конопля, из которой мяли пеньку для последующей продажи. Для замачивания пеньки необходимо её длительное пребывание в проточной воде (до двух лет), с этой целью использовалась река. С 70-х годов в районе коноплю не возделывают.
- В 1970-х годах в районе села Рожковичи была возведена дамба, образовавшая собой значительных размеров водохранилище. Это позволило вести рыбное хозяйство (в основном, карп).

## Населённые пункты на реке
На реке Знобовка расположены сёла (вниз по течению):
- Грудская Севского района Брянской обл.
- Порохонь Шосткинского района Сумской обл.
- Нововладимировка Шосткинского района Сумской обл.
- Рожковичи Шосткинского района Сумской обл.
- Ромашково Шосткинского района Сумской обл.
- Чернацкое Шосткинского района Сумской обл.
- Перемога Шосткинского района Сумской обл.
- Великая Берёзка Шосткинского района Сумской обл.
- Голубовка Шосткинского района Сумской обл.
- Заречье Шосткинского района Сумской обл.
- Лесное Шосткинского района Сумской обл.
- Стягайловка Шосткинского района Сумской обл.
- пгт Знобь-Новгородское Шосткинского района Сумской обл.
- село Знобь-Трубчевская Шосткинского района Сумской обл.
- посёлок Знобь Трубчевского района Брянской области
- Нововасильевка Сумской области